# Jasu IV. Etiopski
Jasu IV (geez: ኢያሱ) bio je etiopski car (neguš negasti) od 18. lipnja 1830. do 18. ožujka 1832. On je bio pripadnik Salomonske dinastije, po svom ocu caru Solomonu III.

## Životopis
Jasu IV je bio marioneta u rukama utjecajnog i moćnog  enderasea (regent) Rasa Dorija, koji ga je postavio na tron umjesto svrgnutog cara Gigara. 
No Jasu IV se ipak pokušao osamostaliti, prokrstario je Etiopiju i poticao ljude na bune protiv lokalnih raseva. No kad je na scenu stupio Ras Ali II koji je naslijedio svog strica Ras Dorija i saznao što radi Jasu, on ga je ubrzo svrgnuo s prijestolja i postavio svog favorita Gebre Krestosa.
No postoji i drugačija verzija pada Jasua IV, jeruzalemski biskup Samuel Gobat (1799 - 1879),  napisao je svom časopisu da je Jasu pao je zbog komplota bivšeg cara Gigara, koji je u svom testamentu "lažno optužio" Jasua da se udružio s rivalom Ras Alija II - Farisom Alijom, da svrgnu Ras Alija s mjesta regenta. Samuel Gobat je čak napisao 26. studenog 1832. "Jasno je da je stari car Gigar nabavio otrov za njegovo smaknuće".